# 小行星1672
小行星1672（1672 Gezelle）是一颗绕太阳运转的小行星，为主小行星带小行星。该小行星于1935年1月29日发现。
該小行星以比利時作家基多·蓋澤爾命名。

## 轨道参数
小行星1672的轨道半长轴为3.1789695 UA，离心率为0.272。